# Ifconfig

ifconfig (сокр. interface configuration) — команда UNIX и UNIX‐подобных операционных систем.

## Синтаксис
```
ifconfig [interface]
ifconfig interface [aftype] options | address ...
```

## Описание
Команда ifconfig - аналог IPconfig Windows, с другими ключевыми параметрами и более широким функционалом. Используется для назначения сетевого адреса, изменение настроек параметров сетевого адаптера и IP протокола. Она используется в большинстве *nix систем на этапе загрузки операционной системы для настройки сетевых интерфейсов. После этого она обычно используется только при отладке, настройке или восстановлении системы.
При вызове man ifconfig (для FreeBSD) - выводится полное руководство о параметрах команды.
Если аргументы не переданы, ifconfig выдает информацию о состоянии активных интерфейсов. Если указан один аргумент интерфейс, выдается информация только о состоянии этого интерфейса; если указан один аргумент -a, выдается информация о состоянии всех интерфейсов, даже отключенных. Иначе команда конфигурирует указанный интерфейс.
В современных дистрибутивах Linux утилита ifconfig считается устаревшей и заменена утилитой iproute2, основные функции настроек сетевого интерфейса получила утилита ip из состава iproute2. Для Unix систем не потеряло актуальности.

## Семейство протоколов
Если первым после имени интерфейса идет имя поддерживаемого семейства адресов, это семейство адресов используется для декодирования и выдачи всех адресов протокола. В настоящее время поддерживаются семейства адресов inet (TCP/IP, используется по умолчанию), inet6 (IPv6), ax25 (AMPR Packet Radio), ddp (Appletalk Phase 2), ipx (Novell IPX) и netrom (AMPR Packet Radio).

## Опции
| Опция                      | Описание |
| -------------------------- | --- |
| interface                  | Имя интерфейса. Обычно это имя драйвера, за которым идет номер устройства, например, eth0 для первого интерфейса Ethernet. |
| up                         | Помечает интерфейс как включенный. Это можно использовать для включения интерфейса после ifconfig down. Это происходит автоматически при установке первого адреса интерфейса. Если интерфейс был переустановлен при предыдущей пометке в качестве отключенного, аппаратное обеспечение будет переинициализировано. |
| down                       | Помечает интерфейс как отключенный. Когда интерфейс помечен как отключенный, система не пытается пересылать сообщения через этот интерфейс. При возможности, интерфейс будет переустановлен, чтобы отключить также прием. Это действие не отключает автоматически маршруты, использующие данный интерфейс. |
| arp                        | Включает использование протокола разрешения адреса (Address Resolution Protocol) при сопоставлении адресов на уровне сети и адресов на уровне связи (используется по умолчанию). В настоящее время это реализуется путём сопоставления адресов DARPA Internet и адресов Ethernet 10 Мбит/с. |
| -arp                       | Отключает использование протокола разрешения адреса (Address Resolution Protocol). |
| promisc                    | Помещает интерфейс в состояние promiscuous. В широковещательной сети это заставляет интерфейс получать все пакеты независимо от того, были ли они предназначены для этой машины или нет. Это позволяет, используя фильтры пакетов, анализировать сетевой трафик. Обычно, это хорошая техника охоты на сетевые проблемы, которые иначе трудно отловить. Здесь весьма полезна утилита tcpdump. С другой стороны, это позволяет хакерам исследовать движение паролей по сети и делать другие черные дела. Одна защита против этого типа нападения: не позволять присоединяться к сети чужим компьютерам. Другой способ: использовать безопасные опознавательные протоколы, типа Kerberos, или SRA login. Эта опция соответствует флагу PROMISC. |
| -promisc                   | Запрещает режим promiscuous. |
| allmulti                   | Включает или отключает режим all-multicast. В этом режиме все многоадресные (multicast) пакеты в сети будут приниматься этим интерфейсом. |
| -allmulti                  | Отключает режим all-multicast. |
| metric N                   | Устанавливает стоимость маршрутизации для интерфейса равной n, вместо стандартного значения 0. Стоимость маршрутизации (routing metric) используется протоколом маршрутизации (см. routed). Большие стоимости делают маршрут менее предпочтительным; стоимости учитываются как дополнительные пересылки на пути к целей сети или хосту. |
| mtu N                      | Этот параметр устанавливает максимальный размер пакета (maximum transmission unit — MTU) для интерфейса. Обычно нет необходимости менять значение этого параметра, но, в некоторых случаях, уменьшение значения MTU позволяет добиться устойчивой работы абонентов с очень низким уровнем сигнала. Кроме того, он может использоваться для изменения параметров туннельных интерфейсов. |
| dstaddr addr               | Устанавливает удаленный IP-адрес для двухточечной связи (например, по протоколу PPP). Это ключевое слово сейчас считается устаревшим; используйте вместо него ключевое слово pointopoint. |
| netmask addr               | Устанавливает маску сети IP для этого интерфейса. По умолчанию используется обычная маска сети класса A, B или C (что определяется по IP-адресу интерфейса), но можно установить любое значение. |
| add addr/prefixlen         | Добавляет адрес IPv6 для интерфейса. |
| del addr/prefixlen         | Удаляет адрес IPv6 для интерфейса. |
| tunnel aa.bb.cc.dd         | Создает новое устройство SIT (IPv6-в-IPv4) — тоннель к указанной цели. |
| irq                        | Устанавливает аппаратное прерывание, используемое данным устройством. Не для всех устройств можно динамически менять значение IRQ. |
| io_addr addr               | Устанавливает адрес начала области ввода-вывода для данного устройства. |
| mem_start addr             | Устанавливает адрес начала области разделяемой памяти, используемой этим устройством. Это нужно лишь для немногих устройств. |
| media type                 | Устанавливает физический порт или тип носителя, используемый устройством. Не для всех устройств можно менять этот параметр, и для разных устройств могут поддерживаться различные значения. Типичные значения типа — 10base2 (коаксиальный кабель Ethernet), 10baseT (витая пара Ethernet 10 Мбит/сек), AUI (внешний передатчик) и т. д. Специальный тип носителя auto можно использовать, чтобы потребовать от драйвера автоматически определять тип носителя. Не все драйверы могут это делать. |
| bootproto [[static][dhcp]] | Устанавливает способ получения IP адреса. (статический, которые описывается Вами, либо динамический получаемый от DHCP-сервера) |
| broadcast [addr]           | Устанавливает широковещательный адрес. Широковещательный адрес обычно создается из сетевого адреса установкой всех бит части машины. Некоторые реализации IP используют другую схему, эта опция помогает приспособиться к этим странным средам. Если широковещательный (broadcast) адрес был установлен, ifconfig показывает флаг BROADCAST . |
| pointopoint [addr]         | Это ключевое слово включает двухточечный (point-to-point) режим интерфейса, означающий, что он обеспечивает непосредственную связь между двумя машинами, которую никто не прослушивает. Если указан также аргумент адрес, устанавливает соответствующий протоколу адрес другой стороны связи, как и устаревшее ключевое слово dstaddr. В противном случае, устанавливает или сбрасывает флаг IFF_POINTOPOINT для интерфейса. |
| -pointopoint [addr]        | Это ключевое слово отключает двухточечный (point-to-point) режим интерфейса |
| hw class address           | Устанавливает аппаратный адрес соответствующего интерфейса, если драйвер устройства поддерживает такую возможность. После ключевого слова hw необходимо указать имя класса оборудования, а также аппаратный адрес в текстовом виде. В настоящее время поддержимвается оборудование классов ether (Ethernet), ax25 (AMPR AX.25), ARCnet и netrom (AMPR NET/ROM). |
| multicast                  | Устанавливает у интерфейса флаг поддержки групповой передачи данных. Обычно в этом нет нужды, поскольку драйвер сам выставляет этот флаг. |
| address                    | IP-адрес, присваиваемый интерфейсу. |
| txqueuelen length          | Устанавливает длину очереди передачи для устройства. Это позволяет установить меньшие значения для более медленных устройств с продолжительными задержками (модемные линии, ISDN), чтобы быстрая передача больших объёмов данных не слишком мешала передаче данных интерактивных сеансов, например, telnet. |

## Примеры
```
# ifconfig eth0 inet 192.168.10.15 netmask 255.255.255.0
# ifconfig eth0 up
# ifconfig
eth0      Link encap:Ethernet  HWaddr 00:18:F3:BE:18:1E
          inet addr:192.168.10.15  Bcast:192.168.10.255  Mask:255.255.255.0
          inet6 addr: fe80::218:f3ff:febe:181e/64 Scope:Link
          UP BROADCAST RUNNING MULTICAST  MTU:1500  Metric:1
          RX packets:39456 errors:0 dropped:0 overruns:0 frame:0
          TX packets:45730 errors:0 dropped:0 overruns:0 carrier:0
          collisions:0 txqueuelen:1000
          RX bytes:25457904 (24.2 Mb)  TX bytes:6540945 (6.2 Mb)
          Interrupt:20

lo        Link encap:Local Loopback
          inet addr:127.0.0.1  Mask:255.0.0.0
          inet6 addr: ::1/128 Scope:Host
          UP LOOPBACK RUNNING  MTU:16436  Metric:1
          RX packets:182 errors:0 dropped:0 overruns:0 frame:0
          TX packets:182 errors:0 dropped:0 overruns:0 carrier:0
          collisions:0 txqueuelen:0
          RX bytes:12812 (12.5 Kb)  TX bytes:12812 (12.5 Kb)

#
```